# Meromiktické jezero
Meromiktické jezero je typ jezera, jehož jednotlivé vrstvy vodního sloupce se nikdy úplně nepromíchají, a tudíž se vzájemně nevyrovná jejich teplota. Z hlediska teplotní stratifikace vodních ploch jde o protiklad k holomiktickým jezerům, u nichž alespoň jednou ročně dochází k promíchání všech vodních vrstev, resp. k dimiktickým jezerům, jejichž teplota je ovlivněna procesy jarní a podzimní cirkulace vody (a letní a zimní stagnace). Pojem byl zaveden rakouským limnologem Ingem Findeneggem v roce 1935.
Meromiktické vodní plochy jsou obvykle malé a značně hluboké. Vrstvení těchto jezer je stabilní; nejspodnější vodní vrstva se nazývá monimolimnion a ostatní vrstvy (od nejhlubší) hypolimnion, metalimnion a epilimnion společně tvoří mixolimnion. Nejspodnější vrstva monimolimnion je stagnující (ani jednou ročně se kompletně nepromísí), anaerobní a vykazuje vysokou salinitu a koncentraci rozpuštěných látek, což způsobuje velké rozdíly v hustotě její vody oproti ostatním vrstvám; od mixolimnionu je oddělena chemoklinou, v níž dochází k velkým změnám salinity.
Příklady meromiktických jezer jsou evropské Lac Pavin, asijská Šira, tichomořské Jezero medúz a africká jezera Kivu, Bogoria a Nyos. Meromiktický charakter má i Černé moře.